# نمایشگاه بین‌المللی هوافضا و هوانوردی چین
نمایشگاه بین‌المللی هوافضا و هوانوردی چین یا نمایش هوایی زوهای بزرگترین نمایشگاه هوایی در سرزمین اصلی چین است. این نمایشگاه از سال ۱۹۹۶ هر دو سال یک بار در زوهای در استان گوانگ‌دونگ چین برگزار می‌شود.
طی 13 دوره از برگزاری نمایشگاه تا سال 2021 در مجموع 1.1 میلیون بازدید کننده حرفه‌ای و 3.7 میلیون بازدید کننده عمومی از این رویداد بازدید نموده و گردش مالی آن 138.9 میلیارد دلار بوده است. برنامه‌های این نمایشگاه شامل نمایش محصولات واقعی، مذاکرات تجاری، تبادل فناوری، صفحه نمایش پرواز، اجرای مانور تجهیزات زمینی و غیره می‌باشد. این رویداد در حال حاضر یکی از پنج نمایشگاه هوایی برتر جهان و دروازه مهمی‌برای شرکت های هوافضای جهان برای ورود به بازار چین و جریان اصلی هوانوردی و فناوری هوافضا در جهان است.
رهبران حزب کمونیست چین و دولت اهمیت زیادی برای این نمایشگاه قائل هستند. در مراسم افتتاحیه دوازدهمین نمایشگاه، شی جینپینگ، رئیس جمهور چین بطور ویژه پیامی ارسال کرد که به طور کامل منعکس کننده توجه ویژه و حمایت قوی دبیر کل حزب و کمیته مرکزی CPC برای China Air Show است.